# Giovanni Agostino Giustiniani Campi
Il Serenissimo Giovanni Agostino Giustiniani Campi (Genova, 1538 – Genova, 1613) fu il 78º doge della Repubblica di Genova.

## Biografia

Stemma nobiliare dei Campi

Nacque a Genova nel 1538 da una famiglia quella dei Campi che era originaria del ponente ligure. Iniziò la sua carriera di abile commerciante presso la piccola Repubblica di Ragusa, in Dalmazia, dove fece le sue prime fortune economiche. Ritornato a Genova dopo lo scoppio della guerra civile tra le due nobiltà genovesi vecchia e nuova, nel corso del 1576 fu estratto senatore della Repubblica; successivamente la personale carriera politica raggiunse stima con la nomina di governatore, prima, e di procuratore della Repubblica poi. Poco prima dell'elezione dogale fu tra i responsabili del Magistrato di Misericordia e del Magistrato degli Straordinari.
La sua elezione a doge il 27 novembre 1591, stando agli annali genovesi, non fu alquanto condivisa tra i rappresentanti del Gran Consiglio tanto che il neo doge Giovanni Agostino Giustiniani Campi venne eletto con un basso di numero di voti a suo favore. Tale impopolarità potrebbe derivare da diversi suoi contrasti passati con il Senato della Repubblica ai quali ben presto si aggiunse una sorta di situazione conflittuale con il neo arcivescovo di Genova monsignor Alessandro Centurione. C'è da dire che, a mo' di scusante verso il doge Giustiniani Campi, che qualche anno dopo il prelato genovese fu allontanato da Genova per ordine papale di Clemente VIII per i suoi atteggiamenti discutibili dopo diverse proteste avviate dalla stessa Repubblica di Genova.
Il mandato dogale - il trentatreesimo in successione biennale e il settantottesimo nella storia repubblicana - terminò il 26 novembre del 1593 ed ebbe da parte dei supremi sindacatori, incaricati nel valutarne l'operato dopo il biennio, un giudizio pressoché negativo tanto che solamente nel 1598 fu nominato procuratore perpetuo (carica spettante agli ex dogi).
Ricoprì ancora diversi incarichi di stato fino alla morte sopraggiunta a Genova nel corso del 1613. La salma fu sepolta all'interno della chiesa di Santa Maria di Castello.